# Heinrich Hamm
Heinrich Hamm (Freiburg im Breisgau, 24 april 1934 - Weingarten, 21 september 2017) was een Duitse organist, koordirigent, kerkmusicus en leraar.
Hij studeerde aan de Staatlichen Hochschule für Musik in Stuttgart (orgel bij Anton Nowakowski).  Vanaf 1954 was hij organist van het Gabler-orgel van de basiliek van de abdij van Weingarten en vanaf 1968 dirigent van het koor van de basiliek.
- Bibliothèque nationale de France: cb139374503 (data)
- Gemeinsame Normdatei: 123136911
- International Standard Name Identifier: 0000 0000 7249 1508
- Library of Congress Control Number: n88603527
- MusicBrainz: e2991fff-871a-4772-9833-f3aa3d636f11
- Nationale Bibliotheek van Israël: 987007349391005171
- Virtual International Authority File: 100316648
- WorldCat: E39PBJfRDkt4PWcX8Rw6jB6kDq